# شامیتاب
شامیتاب (به هندی: Shamitabh) فیلمی محصول سال ۲۰۱۵ و به کارگردانی آر. بالکی است. در این فیلم بازیگرانی همچون آمیتاب باچان، دنوش، آکشارا حسن، ریکا ایفای نقش کرده‌اند.

## داستان
یک فرد لال به نام دانیش(دنوش) با اینکه بازیگر ماهری است اما چون نمی‌تواند حرف بزند پس به آرزوی خود که بازیگری است نمی‌رسد. برای همین با کمک یک دستیار کارگردان به نام آکشارا پاندی(آکشارا حسن) یک فرد بی خانمان و معتاد به الکل را پیدا می‌کنند که نام او آمیتاب(آمیتاب باچان) می‌باشد او که صدای بسیار خوبی دارد اما به آرزوی خودش که بازیگری بوده نرسیده‌است. آن‌ها از او می‌خواهند تا به کمک یک دستگاه خاص صدای دانیش شود و به جای او صحبت کند تا به کمک هم موفق شوند، صدای آمیتاب و بازیگری دانیش راه حل آن دو است. آن دو نفر برای این هنرپیشه جدید یک لقب انتخاب می‌کنند که این نام شامیتاب است و تلفیقی از نام هر دو می‌باشد. شامیتاب تبدیل به بازیگر موفقی می‌شود و…